# Zona Especialment Protegida
Les zones especialment protegides d'importància per al Mediterrani o ZEPIM són espais naturals marins o costaners que gaudeixen d'especial protecció medioambiental basada en el Conveni de Barcelona. Es creen per a la protecció dels ecosistemes marins singulars al llarg del mar Mediterrani.

## Creació de les ZEPIM
Aquests espais es creen an el protocol acordat el 1995 pels països participants en el conveni de Barcelona i el 1996 a Montecarlo. Les condicions exigides per a incorporar aquests espais és que tinguin un paper important en la conservació de la diversitat biològica del Mediterrani; continguin ecosistemes característics de la zona mediterrània o disposin d'un especial interès per a la ciència, la cultura, l'educació o el gaudiment estètic.
Per a ser declarada una zona com ZEPIM cal analitzar diferents aspectes específics: el seu caràcter excepcional; el seu nivell de representativitat natural i cultural; la seva diversitat; la presència d'hàbitats de gran importància per a espècies en perill, amenaçades o endèmiques; l'existència d'amenaces que puguin disminuir el valor ecològic, biològic, estètic o cultural de la zona, l'existència d'un procés de planificació i ordenació de la zona que compti amb un suport dels ciutadans; l'existència a la zona d'oportunitats de desenvolupament sostenible i l'existència d'un pla integrat de gestió costanera.
Hi ha una sèrie d'obligacions en les ZEPIM: disposar d'un règim jurídic per a la seva protecció eficaç; disposar d'un pla de gestió i un programa de recollida de dades rellevants; establir una sèrie d'objectius i mesures de conservació i de gestió molt ben definides; disposar d'un òrgan de gestió amb prou dotació de recursos humans i ecoonòmics; com també d'un programa de vigilància contínua.
Hi ha una sèrie d'aspectes específics que han de procurar les mesures de protecció: 
- Vessaments o descàrregues de residus o altres substàncies que puguin afectar de forma directa o indirecta la integritat de la zona.
- Anàlisis detallades per a la introducció o reintroducció d'espècies a la zona.
- Reglamentació d'activitats que puguin perjudicar o pertorbar les espècies, afectar negativament les característiques naturals, culturals o estètiques, o incidir de forma negativa en l'estat de conservació dels ecosistemes o espècies de la zona.
- Normes jurídiques necessàries en les zones perifèriques de les ZEPIM:

## Zones ZEPIM existents
Espanya és l'estat que en té més:
- Andalusia zones:[2]

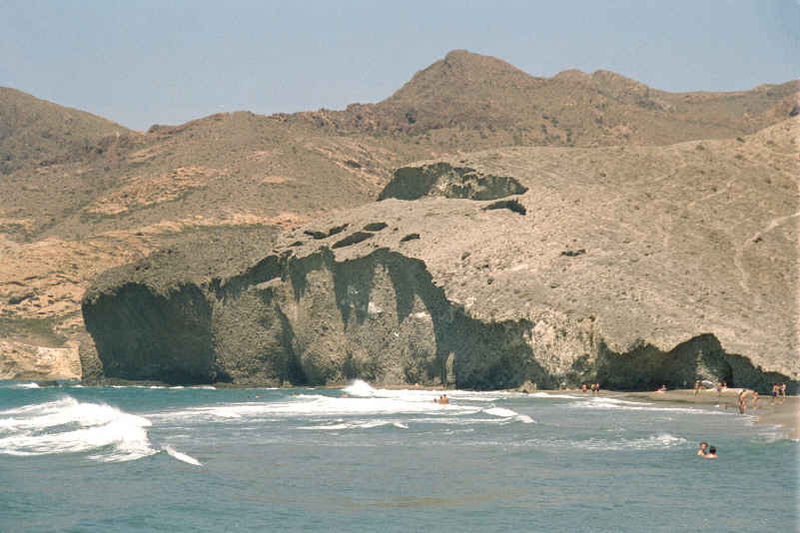
Platja al cap de Gata.

  - Fons Marins del Llevant d'Almeria, que inclou els illots de San Juan de los Terreros i Isla Negra, amb les praderes de posidònia a més importants del litoral espanyol.
  - Cap de Gata-Nijar.
  - Illa d'Alborán.
  - Paratge Natural Penya-segats Maro-Cerro Gordo
- Balears
  - El Parc Nacional Marítimo-Terrestre de l'arxipèlag de Cabrera és el primer parc marítimo-terrestre creat a Espanya inclou 19 illes o illots

- Catalunya té dues zones:

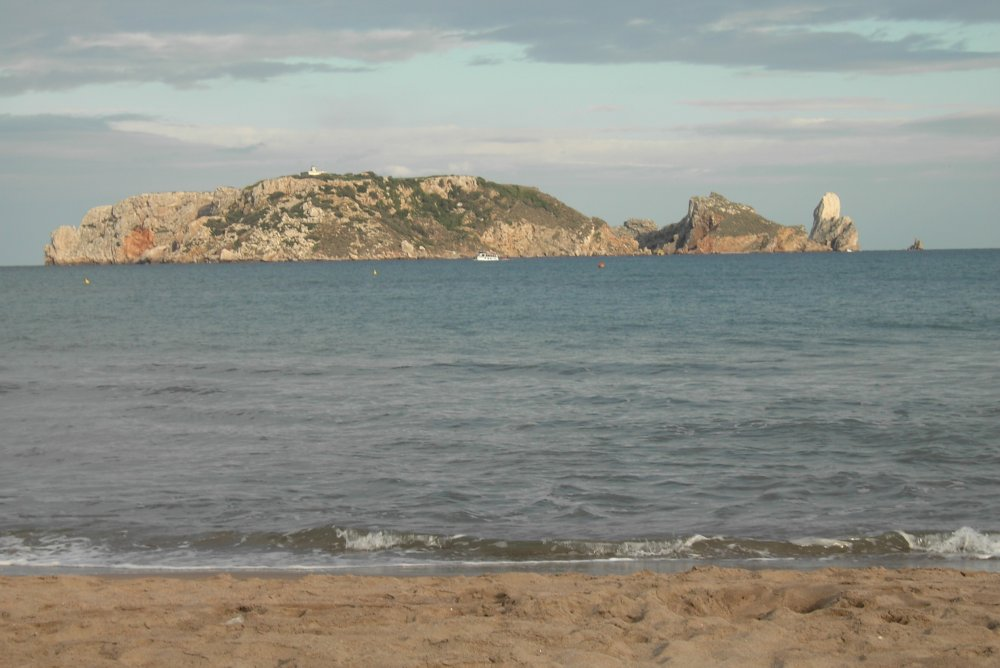
Illes Medes

  - Illes Medes, formada per set illes i diversos illots, amb gran diversitat d'espècies terrestres i marines.
  - Cap de Creus amb característiques litològiques, hidrogràfiques i orogràfiques continuació de les dels Pirineus.
- El País Valencià té una zona:
  - El Parc Natural de les Illes Columbrets formen un petit arxipèlag de tipus volcànic amb endemismes animals i comunitats vegetals ja desaparegudes en el continent.

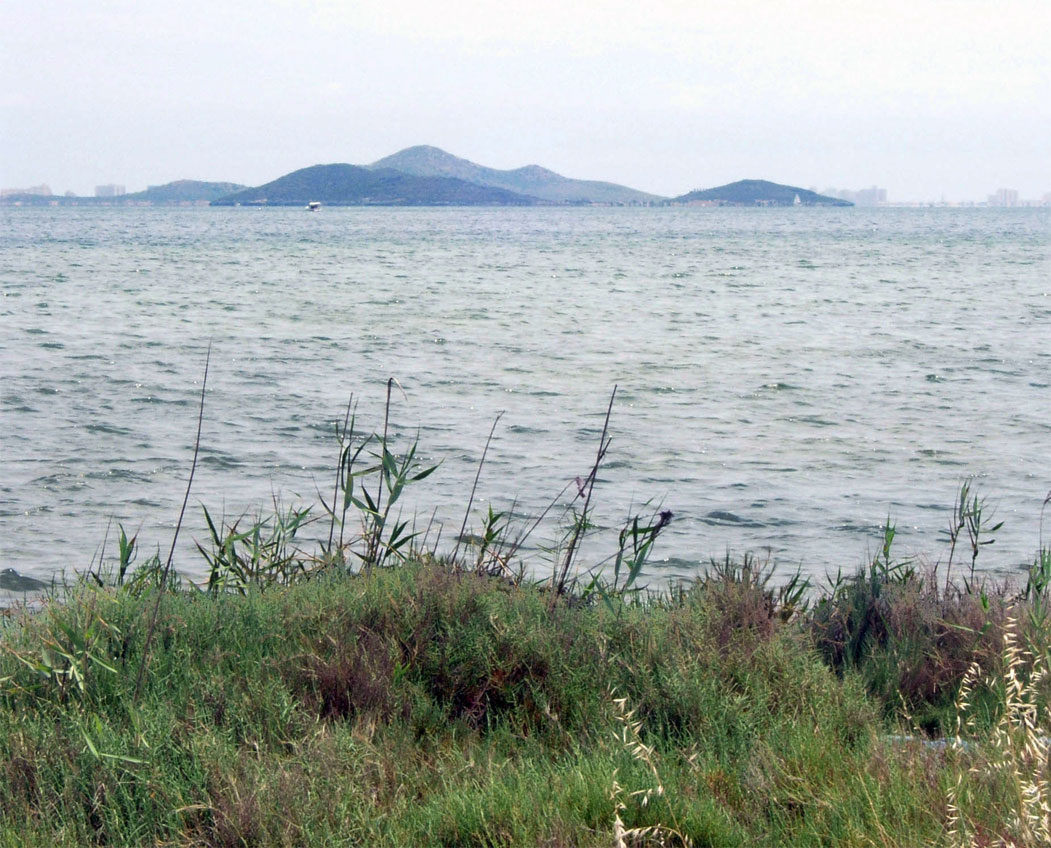
Vista de les illes Perdiguera i Mayor al Mar Menor.

- Regió de Múrcia: Mar Menor i costa oriental del la regió amb les Salines i sorrals de San Pedro del Pinatar, Espais oberts i illes del Mar Menor, Calblanque, Monte de las Cenizas i Peña del Águila i Illes i illots del Litoral Mediterrani.

França:

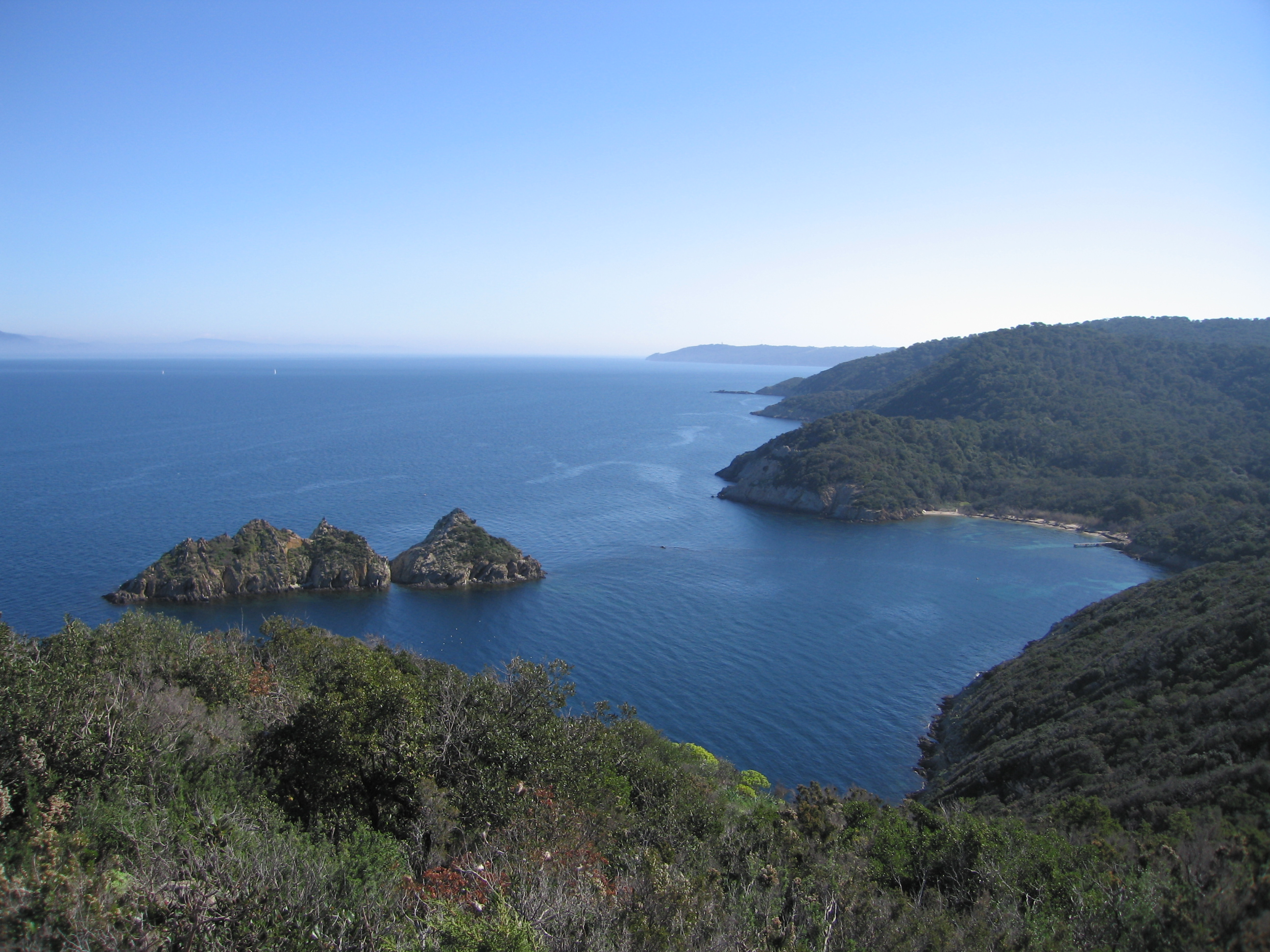
Vista de l'illa de Port-Cros.

- El Parc nacional Port-Cros, a les Illes d'Ieras, amb dos illots de gran diversitat biològica (l'illa de Port-Cros i l'illa Bagaud).

Tunísia té tres zones:
- Illes Kneiss prop del Golf de Gabés.
- La Galite arxipèlag volcànic amb penya-segats de 200 m d'altitud.
- Zembra que és una illa rocallosa.

Compartida entre França, Itàlia i Mònaco es troba:
- Mar de Ligúria, amb mamífers marins.